# Daufenbach (Zemmer)
Daufenbach ist der kleinste der vier Ortsteile der Ortsgemeinde Zemmer im Landkreis Trier-Saarburg in Rheinland-Pfalz.

## Geographie
Der Ort Daufenbach liegt an der Kyll und ebenso an zwei Nebenflüssen.
Zu Daufenbach gehören auch die Wohnplätze Deimlingermühle, Forstgut Euleneck, Im Grundsgraben, Mühlenberg und Mühlenflürchen.

## Nachbargemeinden
| Hosten 2 km    | Preist 3 km                                 | Orenhofen 2,5 km     |
| Ittel 3,5 km   | Kompassrose, die auf Nachbargemeinden zeigt | Schleidweiler 1,5 km |
| Hofweiler 2 km | Kordel 4,5 km                               | Rodt 2 km            |

## Geschichte
Im Jahre 915 wurde Daufenbach erstmals als fundus rivus urkundlich erwähnt, was übersetzt „tiefer Bach“ bedeutet. Der Ort hatte im Laufe der Geschichte mehrere Namen, wobei fundus durch das mittelfränkische dufe ersetzt wurde:
- 915 fundus rivus
- 926 profundus rivus
- 1190 Dufenbach
- 1274 Dofinbach
- 1475 Dufenbach
- 1534 Dauffenbach

Nach der Inbesitznahme des Linken Rheinufers durch französische Revolutionstruppen war der Ort von 1798 bis 1814 Teil der Französischen Republik (bis 1804) und anschließend des Französischen Kaiserreichs. Nach der Niederlage Napoleons kam Daufenbach 1815 aufgrund der auf dem Wiener Kongress getroffenen Vereinbarungen zum Königreich Preußen. Der Ort wurde dem Landkreis Trier im Regierungsbezirk Trier zugeordnet, der 1822 Teil der neu gebildeten Rheinprovinz wurde.
Als Folge des Ersten Weltkriegs gehörte die gesamte Region bis Ende Juni 1930 zum französischen Teil der Alliierten Rheinlandbesetzung. Nach dem Zweiten Weltkrieg wurde Daufenbach innerhalb der französischen Besatzungszone Teil des damals neu gebildeten Landes Rheinland-Pfalz.
Im Rahmen der Mitte der 1960er Jahre begonnenen rheinland-pfälzischen Gebiets- und Verwaltungsreform wurde der Landkreis Trier am 7. Juni 1969 aufgelöst. Daufenbach gehörte zu dem größeren Kreisteil, der mit dem Landkreis Saarburg zum neuen Landkreis Trier-Saarburg vereinigt wurde. Am 17. März 1974 wurde die bis zu diesem Zeitpunkt selbstständige Gemeinde Schleidweiler-Rodt einschließlich Daufenbach nach Zemmer eingemeindet.

## Politik

### Ortsbezirk
Daufenbach ist gemäß Hauptsatzung einer von vier Ortsbezirken der Ortsgemeinde Zemmer. Der Ortsbezirk umfasst den Ortsteil Daufenbach der früheren Gemeinde Schleidweiler-Rodt. Die Interessen des Ortsbezirks werden durch einen Ortsbeirat und durch einen Ortsvorsteher vertreten.

### Ortsbeirat
Der Ortsbeirat besteht aus vier Mitgliedern, die bei der Kommunalwahl am 9. Juni 2024 in einer Mehrheitswahl gewählt wurden, und dem ehrenamtlichen Ortsvorsteher als Vorsitzendem. Bis zur Wahl 2019 wurde in einer personalisierten Verhältniswahl gewählt, da zwei Wahlvorschlagslisten eingereicht wurden.
Die Sitzverteilung:
| Wahl | SPD               | CDU               | Gesamt  |
| ---- | ----------------- | ----------------- | ------- |
| 2024 | per Mehrheitswahl | per Mehrheitswahl | 4 Sitze |
| 2019 | 1                 | 3                 | 4 Sitze |
| 2014 | 1                 | 3                 | 4 Sitze |
| 2009 | 1                 | 3                 | 4 Sitze |

### Ortsvorsteher
Udo Schneider (CDU) wurde 2014 Ortsvorsteher von Daufenbach. Bei der Direktwahl am 26. Mai 2019 wurde er mit einem Stimmenanteil von 56,00 % und am 9. Juni 2024 als einziger Bewerber mit 80,9 % jeweils für weitere fünf Jahre in seinem Amt bestätigt.
Schneiders Vorgänger Heiko Schichel (CDU) hatte das Amt von 2004 bis 2014 erneut ausgeübt, nachdem er es bereits von 1974 bis 1979 innehatte.

## Kultur und Sehenswürdigkeiten
In der Denkmalliste des Landes Rheinland-Pfalz (Stand: 2021) werden folgende Kulturdenkmäler genannt:
- Römisch-katholische Kapelle St. Willibrord,[17] kleiner Saalbau (1734), Schaftkreuz (1734)
- Bahnhof der Eifelbahn, kleiner Rotsandstein-Typenbau (um 1870)
- Ein Kreuzigungsbildstock (bezeichnet 1777) und ein Wegekreuz (bezeichnet 1900) in der Gemarkung

## Wirtschaft und Infrastruktur
In Daufenbach gab es einst den Musikverlag Mosella.

### Verkehr
Straße
Die Landesstraße 43 durchquert den Ort, bevor sie im Norden Daufenbachs eine 180°-Wendung macht und nach Schleidweiler weiterführt.
Der Kyll-Radweg führt nahe dem Bahnhof durch den Ort.
Schiene und Bus
Daufenbach verfügt über einen Bahnhof westlich des Ortes. Er liegt an der Bahnstrecke Hürth-Kalscheuren–Ehrang (Eifelstrecke). Es verkehren unter dem Markennamen VAREO folgende Züge des Schienenpersonennahverkehrs:
| Linie       | Verlauf | Takt   |
| ----------- | --- | ------ |
| RE 22 RB 22 | Eifel-Express: Köln Messe/Deutz – Köln Hbf – Köln West – Köln Süd – Erftstadt – Weilerswist – Euskirchen – Mechernich – Kall – Urft (Steinfeld) – Nettersheim – Blankenheim (Wald) – Schmidtheim – Dahlem (Eifel) – Jünkerath – Lissendorf – Oberbettingen-Hillesheim – Gerolstein (Gattungswechsel RE/RB) – Birresborn – Mürlenbach – Densborn – Usch/Zendscheid – St. Thomas – Kyllburg – Bitburg-Erdorf – Hüttingen – Philippsheim – Speicher – Auw an der Kyll – Daufenbach – Kordel – Ehrang – Pfalzel – Trier Hbf (aufgrund von Hochwasserschäden längerfristig im Schienenersatzverkehr zwischen Kall und Gerolstein) Stand: April 2023 | 60 min |

Außerdem startet die Buslinie 27 nach Trier-Ehrang über Schleidweiler, Zemmer, Rodt und Quint am Daufenbacher Bahnhof im Verkehrsverbund Region Trier.